# The Family Jewels
Albums de Marina and the Diamonds
Electra Heart
(2012)
Singles
1. Mowgli's Road
Sortie : 13 novembre 2009
2. Hollywood
Sortie : 1er février 2010
3. I Am Not a Robot
Sortie : 26 avril 2010
4. Oh No!
Sortie : 2 août 2010
5. Shampain
Sortie : 11 octobre 2010

The Family Jewels est le premier album studio de la chanteuse britannique Marina and the Diamonds. Il est sorti le 1er mars 2010 en France.

## Production
Pour Marina Diamandis, l'album est une « somme de travail grandement inspirée par l’attrait du mercantilisme, les valeurs sociales modernes, la famille et la sexualité féminine. », Elle le décrit aussi comme « un album très varié, stylistiquement parlant, parce qu'[elle est] une auteure très souple. Il est ainsi très pop, mais aussi un peu leftfield expérimental. Il s'agit essentiellement d'un album sur ce qui ne doit pas être. »,

## Liste des pistes
| No  | Titre                                    | Auteur                          | Producteur(s)               | Durée |
| --- | ---------------------------------------- | ------------------------------- | --------------------------- | ----- |
| 1.  | Are You Satisfied?                       | Marina Diamandis                | Liam Howe, Richard Stannard | 3:21  |
| 2.  | Shampain                                 | Diamandis, Pascal Gabriel, Howe | Gabriel, Howe               | 3:11  |
| 3.  | I Am Not a Robot                         | Diamandis                       | Howe                        | 3:35  |
| 4.  | Girls                                    | Diamandis, Gabriel, Howe        | Gabriel, Howe               | 3:28  |
| 5.  | Mowgli's Road                            | Diamandis, Howe                 | Howe                        | 3:12  |
| 6.  | Obsessions                               | Diamandis                       | Howe                        | 3:38  |
| 7.  | Hollywood                                | Diamandis                       | Stannard, Starsmith         | 3:50  |
| 8.  | The Outsider                             | Marina Diamandis                | Howe, Diamandis             | 3:17  |
| 9.  | Hermit the Frog                          | Diamandis                       | Howe, Diamandis             | 3:35  |
| 10. | Oh No!                                   | Diamandis, Greg Kurstin         | Kurstin                     | 3:02  |
| 11. | Rootless                                 | Diamandis, Gabriel, Howe        | Gabriel, Howe               | 3:28  |
| 12. | Numb                                     | Diamandis                       | Howe                        | 4:16  |
| 13. | Guilty                                   | Diamandis, Stannard, Ash Howes  | Stannard                    | 3:40  |
| 14. | The Family Jewels (chanson bonus iTunes) | Diamandis                       | Diamandis                   | 4:05  |